# Paul Lecomte (Maler)

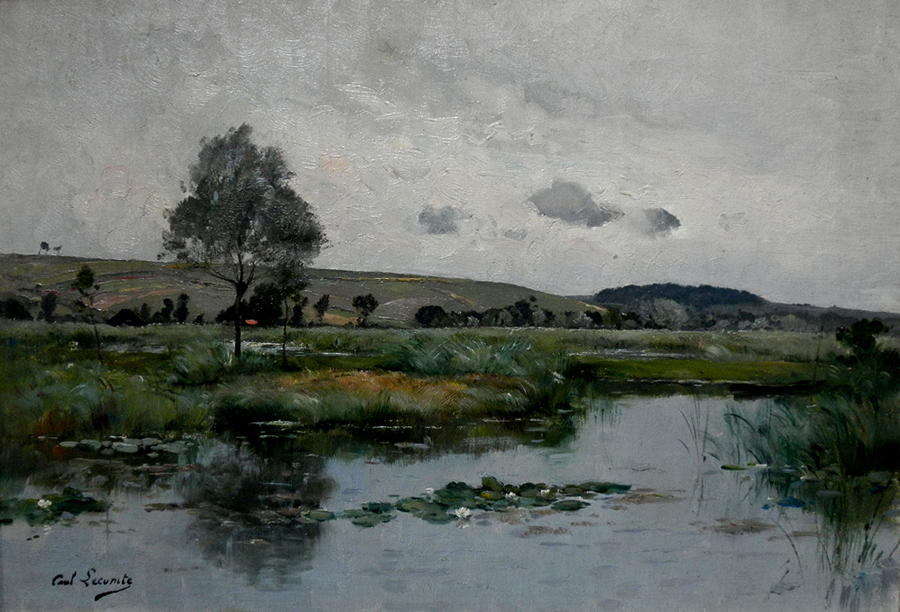
Paul Lecomte: Paysages estival

Paul Lecomte (* 25. April 1842 in Paris; † 1920 ebenda) war ein französischer Maler und Aquarellist.

## Leben
Paul Lecomte war Schüler des aus Versailles stammenden Malers Émile-Charles Lambinet. 
Von 1868 bis 1912 war er regelmäßig mit Gemälden und Aquarellen im Pariser Salon vertreten. Im Jahre 1882 erhielt er eine lobende Erwähnung, im Jahre 1888 eine Medaille dritter Klasse und 1895 schließlich sogar eine Medaille zweiter Klasse. Bei der Weltausstellung von 1889 erhielt er eine Lobende Erwähnung und bei der Weltausstellung von 1900 eine Silbermedaille.
1892 trat Lecomte der Société d'Aquarellistes francais bei.
Die Motive seiner zahlreichen Landschaftsmalereien und Seestücke fand er hauptsächlich in der Region Ile-de-France, der Bretagne und der Normandie. Weitere Gemälde entstanden im Baskenland, Südfrankreich und England. Lecomte gilt als einer der letzten Vertreter der Schule von Barbizon. Viele seiner Aquarelle zeigen zudem Einflüsse des Japonismus.
Zu seinen Schülern zählen der fast gleichaltrige Louis Aimé Japy (1839–1916) sowie sein Neffe Paul-Emile Lecomte (1877–1950).

## Werke (Auswahl)
- Le Pont Neuf, Paris (Musée des beaux-arts de Mulhouse)
- Personnages sur une place d'un petit village de pêche (Musée du Louvre, Paris), 1890, Aquarell
- Le Quai de l'Horloge à Paris (Petit Palais, Paris)
- Dans les Marais de Longpré-les-Corps-Saints (Privatsammlung), 1892, 38,5 × 55 cm, Aquarell